# Apogon ellioti
 Apogon ellioti és una espècie de peix de la família dels apogònids i de l'ordre dels perciformes.

## Morfologia
Els mascles poden assolir els 16 cm de longitud total.

## Distribució geogràfica
Es troba des de l'Àfrica oriental fins a les Illes Marshall, sud del Japó, el Mar d'Arafura, Nova Caledònia i el nord-oest d'Austràlia.